# ロマン・クラムシュティク

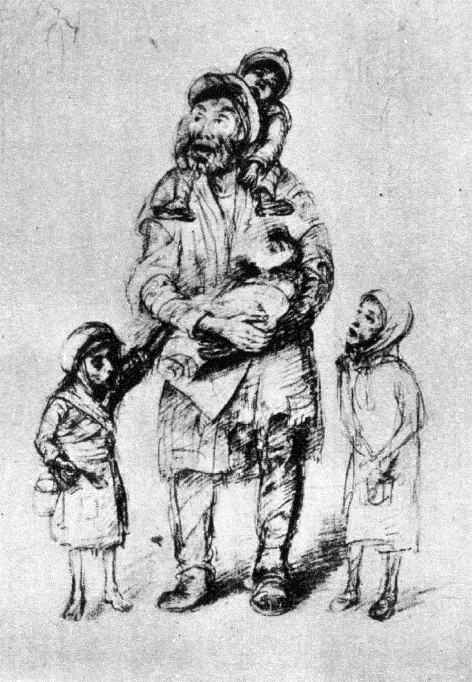
ロマン・クラムシュティクの1941年の素描「子供を連れたユダヤ人老人」(1941)

ロマン・クラムシュティク（ポーランド語:Roman Kramsztyk, 1885年8月18日 - 1942年8月6日）は、ポーランドの画家である。肖像画、寓意画、ヌードを描いた。ユダヤ系の画家で、第二次世界大戦中にドイツ側の兵士にワルシャワで射殺された。

## 略歴
ロシア帝国の支配下のワルシャワのユダヤ系家族にの生まれた。ワルシャワのゾフィア・スタンキェヴィチ (Zofia Stankiewicz: 1862-1955）やアドルフ・エドヴァルト・ヘルシュタイン（1869-1932）、ミウォシュ・コタルビンスキ（ Miłosz Kotarbiński:  1854-1944）に学び、1903年から1904年の間はクラクフ美術アカデミーでユゼフ・メホフェル (1869-1946）に学んだ。ミュンヘン美術院で修行を続け、1904年からヨハン・カスパー・ヘルテリッヒに学んだ。1910年から1914年の間はパリで修行した。1908年のサロン・ドートンヌに出展し、その後アンデパンダン展などに出展した。
第一次世界大戦中は、ポーランドに帰国し、1918年に美術家グループ「Nowa Grupa」のメンバーとなった。ワルシャワでヘルシュタインらと活動し、1922年に美術家グループ「Rytm」の共同創設者になった。その後パリを拠点に活動するようになり、ポーランドでの展覧会のため、年に一度ほど、ポーランドに戻る生活を続けた。1937年のパリ万国博覧会や、1939年のニューヨーク万国博覧会など各国の展覧会に参加した。
1939年の帰国中に第二次世界大戦が勃発し、ワルシャワ・ゲットーに留まることにし、ゲットーで、ホロコースト時代のユダヤ人の貧困や、飢餓、死を描いた素描を残した。1942年のドイツ軍部隊によるゲットーの掃討中に、ドイツ軍の指揮されたアンドレイ・ウラソフの「ロシア解放軍」の隊員によって射殺された
。

## 作品

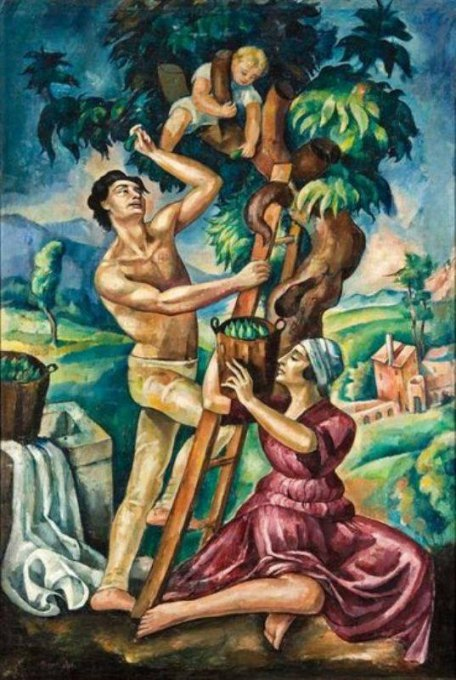
イチジク狩り (1921)
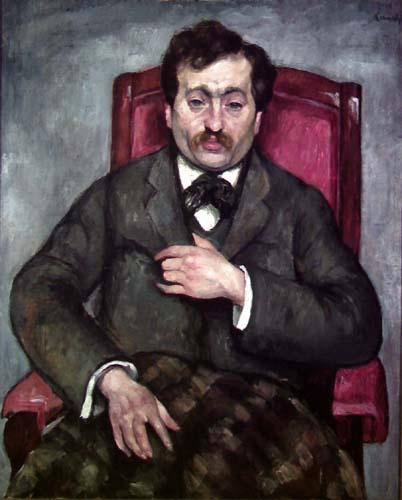
画廊所有者Adolphe Baslerの肖像画(1912)
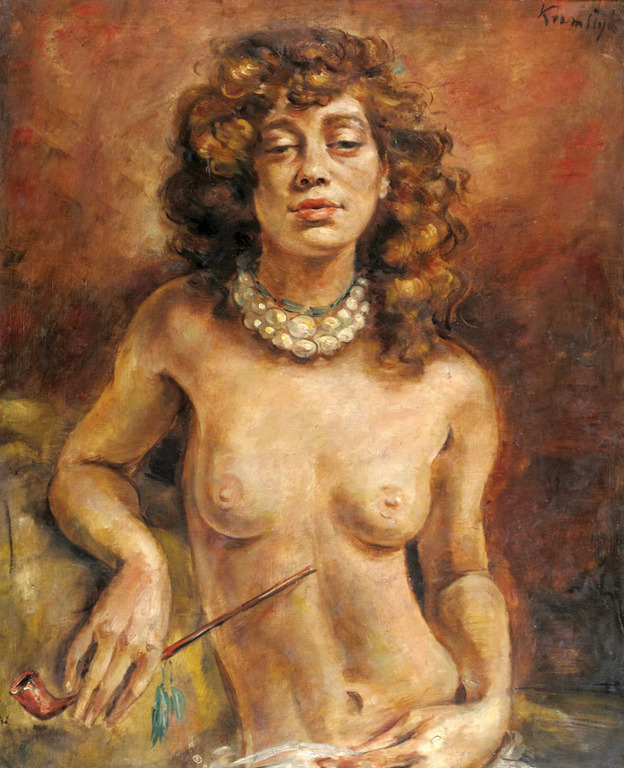
ヌード